# Tom dormiglione
Tom dormiglione (Sleepy-Time Tom) è un film del 1951 diretto da William Hanna e Joseph Barbera. È il cinquantottesimo cortometraggio della serie Tom & Jerry, distribuito il 26 maggio 1951 dalla Metro-Goldwyn-Mayer.

## Trama
Dopo una passeggiata avutasi per tutta la notte con Butch, Vercingetorige e Meathead, Tom ritorna a casa verso l'alba e si mette a dormire, ma Mammy Due Scarpe lo invita a stare sveglio e a pensare solo a catturare Jerry, altrimenti lo caccerà di casa. Sfortunatamente il povero gatto non riesce a tenere gli occhi aperti, anche per colpa di Jerry che fa di tutto per farlo addormentare e farlo buttare fuori. Così Tom decide di provare varie strategie per rimanere sveglio e non far arrabbiare la severa proprietaria, ma ciò si rivela inutile. Alla fine il gatto riesce ad ingannare Mammy Due Scarpe dipingendo degli occhi sulle palpebre e facendole credere di essere sveglio. Jerry non si lascia sfuggire l'occasione di vedere il gatto sfortunato dinanzi alla porta ed inizia a tradire Tom sabotandolo con dei cartelli da lui disegnati che lo inducono al letto di Mammy, la quale, non appena vede Tom dormire sul letto, lo picchia e lo scaccia di casa. Libero di dormire allegramente per strada, Tom viene trovato da Butch, Vercingetorige e Meathead che cantando lo portano a passeggiare con loro.

## Edizione italiana
Nell'edizione italiana i dialoghi di Mammy Due Scarpe si dimostrano alquanto fedeli agli originali dimostrando però un discorso di violenza più minaccioso. Tom inoltre non parla nel leggere i cartelli di Jerry nella versione originale, caratteristica che è invece presente nell'edizione italiana con la voce di Franco Latini.